# Laborde de Monpezat
Laborde de Monpezat eller de Laborde de Monpezat är en fransk släkt vars anfäder på svärdssidan levat i Béarn sedan 1600‑talet. Många medlemmar har haft en god samhällsställning, men släkten blev aldrig adlig. Sedan 1800‑talet har släkten kallat sig grevlig.

Heraldiska vapnet.

Efter att släktmedlemmen prins Henrik gifte sig med dåvarande kronprinsessan, sedermera drottningen Margrethe II av Danmark, antogs prins Henrik vanligen vara greve, till exempel i Dansk biografisk leksikon. Drottning Margrethe gjorde 2008 prins Henriks söner och deras gemåler och barn gjordes till grevar och grevinnor av Monpezat (inte Laborde de Monpezat). Titeln är en ny dansk grevevärdighet, som ärvs kognatiskt.